# Alloperla rostellata
Alloperla rostellata är en bäcksländeart som först beskrevs av František Klapálek 1923.  Alloperla rostellata ingår i släktet Alloperla och familjen blekbäcksländor. Inga underarter finns listade i Catalogue of Life.